# Irish Open 2013
Die Irish Open 2013 im Badminton fanden vom 4. bis zum 7. Dezember 2013 in Dublin statt und sind nicht zu verwechseln mit den Irish International 2013.

## Sieger und Platzierte
| Disziplin    | Gold                          | Silber                      | Bronze                         |
| ------------ | ----------------------------- | --------------------------- | ------------------------------ |
| Herreneinzel | Misbun Ramdan Mohmed Misbun   | Dieter Domke                | Pablo Abián                    |
| Herreneinzel | Misbun Ramdan Mohmed Misbun   | Dieter Domke                | Lukas Schmidt                  |
| Dameneinzel  | Zhang Beiwen                  | Beatriz Corrales            | Chloe Magee                    |
| Dameneinzel  | Zhang Beiwen                  | Beatriz Corrales            | Anna Thea Madsen               |
| Herrendoppel | Adam Cwalina Przemysław Wacha | Jacco Arends Jelle Maas     | Fabian Holzer Mark Lamsfuß     |
| Herrendoppel | Adam Cwalina Przemysław Wacha | Jacco Arends Jelle Maas     | Chris Coles Matthew Nottingham |
| Damendoppel  | Eefje Muskens Selena Piek     | Ng Hui Ern Ng Hui Lin       | Eva Lee Paula Obanana          |
| Damendoppel  | Eefje Muskens Selena Piek     | Ng Hui Ern Ng Hui Lin       | Imogen Bankier Kirsty Gilmour  |
| Mixed        | Jacco Arends Selena Piek      | Robert Blair Imogen Bankier | Nico Ruponen Amanda Högström   |
| Mixed        | Jacco Arends Selena Piek      | Robert Blair Imogen Bankier | Ross Smith Renuga Veeran       |